# Take Me to Town
Pour plus de détails, voir Fiche technique et Distribution.
Take Me to Town est un film américain réalisé par Douglas Sirk, sorti en 1953.

## Fiche technique
- Titre : Take Me to Town
- Réalisation : Douglas Sirk
- Scénario : Richard Morris
- Musique : Joseph Gershenson
- Photographie : Russell Metty
- Montage : Milton Carruth
- Société de production : Universal Pictures
- Pays d'origine : États-Unis
- Format : Couleurs - 1,37:1 - Mono
- Genre : western
- Durée : 81 minutes
- Dates de sortie :
  - 12 juin 1953 (Los Angeles)
  - 19 juin 1953 (New York)

## Distribution
- Ann Sheridan : Vermilion O'Toole alias Mae Madison
- Sterling Hayden : Will Hall
- Phillip Reed : Newton Cole
- Lee Patrick : Rose
- Lee Aaker : Corney Hall
- Larry Gates : Marshal Ed Daggett
- Forrest Lewis : Ed Higgins

Et, parmi les acteurs non crédités
- Robert Anderson : Chuck Ryan
- Lane Chandler : Mike
- Fess Parker : Long John
- Frank Sully : Sammy
- Robert Easton : le vendeur de train
- Guy Williams : Héros du spectacle
- Alice Kelley : Heroïne du spectacle
- Anita Ekberg
- Mickey Little
- Jackie Loughery
- Ruth Hampton